# Iyad Twal

Bischofswappen von Iyad Twal

Iyad Akram Twal (* 15. Juli 1973 in Amman) ist ein jordanischer römisch-katholischer Geistlicher und Theologe sowie Weihbischof im Lateinischen Patriarchat von Jerusalem und Patriarchalvikar für Jordanien.

## Leben
Iyad Twal studierte Philosophie und Theologie am Seminar des Lateinischen Patriarchats und empfing am 9. Juli 1998 in Madaba das Sakrament der Priesterweihe für das Lateinische Patriarchat von Jerusalem. 1998 wurde er Vikar in der Pfarrei Unbefleckte Empfängnis in Bir Zait im Westjordanland, dessen Gemeindepfarrer ab 2000 sowie stellvertretender Direktor der Schule des Lateinischen Patriarchats sowie Erzieher der katholischen Pfadfinder in Palästina. Zwischen 2000 und 2003 absolvierte er weitere Ausbildungen in verschiedenen Bereichen wie der Erziehung zum Frieden, Internationale Beziehungen und Krisenmanagement. 2003 wurde er Direktor der Schule des Lateinischen Patriarchats in Bir Zait sowie Leiter des Knabenseminars des Lateinischen Patriarchats. Zudem wurde er Mitglied des Seminars im Klerikerteam und Mitglied des Ad-hoc-Ausschusses für die Beziehungen zum jüdischen Volk. 2005/2006 übernahm er die Pfarrstelle an der Heimsuchungskirche in Zababdeh und das Direktorat der Schule des Lateinischen Patriarchats in Zababdeh. 2009 beendete er zudem sein Lizentiatsstudium in Erkenntnistheorie und theoretischer Philosophie an der Lateranuniversität in Rom und 2012 sein Doktoratsstudium in politischer Philosophie an der Lateranuniversität. Ab 2012 war er Pfarrer an der Kirche Unserer Lieben Frau von Fatima in Bait Sahur östlich von Betlehem. 2015 übernahm er das Kaplanat der Misericordia-Bruderschaft. Von 2016 bis 2017 war er Mitglied des kirchlichen Berufungsgerichts und Mitglied des Diözesantribunals in Jerusalem. 2016 wurde er Direktor aller Schulen des Lateinischen Patriarchats in Palästina und Israel.
2012 wurde Iyad Twal Professor für Philosophie am Seminar des Lateinischen Patriarchats. 2013 wechselte er auf die Professur für Philosophie an der Universität Bethlehem und wurde Leiter des Lehrstuhls für Religionswissenschaften, ab 2019 auch der Fakultät für Geisteswissenschaften und Dekan der Fakultät für Religionswissenschaften an der Universität Bethlehem. 2020 erfolgte die Wahl zum Vizerektor der Bethlehem Universität. Ein Jahr später wurde er Mitglied des Nationalen Rates für Hochschulbildung.
Papst Franziskus ernannte ihn am 17. Dezember 2024 zum Titularbischof von Siminina und zum Weihbischof im Lateinischen Patriarchat von Jerusalem mit besonderer Zuständigkeit für Jordanien. Twal ist der einzige Jordanier unter den Bischöfen des Lateinischen Patriarchats. Der Lateinische Patriarch von Jerusalem, Pierbattista Kardinal Pizzaballa OFM, spendete ihm am 28. Februar des folgenden Jahres in der Taufe-Christi-Kirche in al-Maghtas die Bischofsweihe. Mitkonsekratoren waren die Jerusalemer Weihbischöfe William Shomali und Rafic Nahra.